# Шериф Сюлейман
Шериф Сюлейман е албански революционер, войвода и терорист на Вътрешната македонска революционна организация.

## Биография
Шериф Сюлейман е арнаут от прилепското село Църнилище. Ръководи собствена въоръжена чета, която изпълнява задачи на ВМОРО и пряко на войводата Петър Ацев. Заловен е от османските власти и е осъден на заточение в Подрум кале, Мала Азия. Амнистиран е през 1908 година след Младотурската революция. Предполага се, че е физически извършител на убийството на Глигор Соколов, като на 29 юли 1910 година го пресреща от пътя от Прилеп към Небрегово. В Първата световна война отново води своя чета и действа в Прилепско в помощ на Централните сили. В 1915 година участва в клането в Долгаец и други прилепски села.
- Шериф Сюлейман и Франц Нопча, фотография на Баязид Дода